# Diana Dors
Diana Dors, eg. Diana Fluck, född 23 oktober 1931 i Swindon, Wiltshire, England, död 4 maj 1984 i Windsor, Berkshire, England, var en brittisk skådespelare.
Dors var 15 år när en filmproducent upptäckte henne då hon medverkade i en skolpjäs i hemstaden. Filmdebut 1946 i The Shop at Sly Corner.
Med måtten 94-56-89 lanserades hon som "ett blont bombnedslag", och kallades för "Englands första sexsymbol" och "Englands svar på Marilyn Monroe".
Under sin storhetsperiod var hon Englands högst betalda skådespelare med ett fast årligt kontrakt på 30 miljoner kronor. Hon var också känd för sitt vilda privatliv med sprit och sexorgier.
Dors var gift tre gånger: 
1. 1951–1959 (makens död) med Dennis Hamilton, mannen som skapade hennes image
2. 1959–1966 med den kanadensiske skådespelaren Dicki Dawson (två barn)
3. 1968–1984 (Dors död) med den nio år yngre nattklubbsvärden Alan Lake (en son). Kort tid efter deras giftermål hamnade han i fängelse och satt där i 18 månader.

Dors drabbades vid flera tillfällen av svåra sjukdomar – två gånger övervann hon cancersjukdomar och vid ett tillfälle insjuknade hon i hjärnhinneinflammation. Dors avled, 52 år gammal, av magcancer.

## Filmografi (urval)
- 1946 – Utpressaren
- 1947 – Ju fler vi är tillsammans
- 1948 – Oliver Twist
- 1955 – Önska vad du vill
- 1956 – Kvinna i dödscell
- 1967 – Slaget som dödar
- 1970 – En flicka på gaffeln
- 1972 – Swedish Wildcats
- 1975 – Champagnegalopp
- 1984 – Damturken